# Eucereon discolor
Eucereon discolor är en fjärilsart som beskrevs av Walker 1856. Eucereon discolor ingår i släktet Eucereon och familjen björnspinnare. Inga underarter finns listade i Catalogue of Life.